# Корж Роман Орестович
 Корж Роман Орестович — проректор з науково-педагогічної роботи та соціального розвитку, доктор технічних наук, доцент, професор Кафедри соціальних комунікацій та інформаційної діяльності [Архівовано 21 січня 2022 у Wayback Machine.] Національного університету «Львівська політехніка».

## Біографічні дані та освіта
Корж Роман Орестович народився 16 травня 1964 р. у с. Рудки, Городоцького району Львівської області.
У 1981 році, після закінчення Львівської середньої школи №64, вступив на перший курс радіотехнічного факультету Львівського політехнічного інституту. Упродовж навчання брав активну участь студентських науково-дослідницьких проєктах, був активістом громадського життя, членом студентських будівельних загонів.
У 1986 році закінчив Львівський політехнічний інститут, здобувши фах інженера-конструктора-технолога радіоапаратури, за спеціальністю «Конструювання і виробництво радіоапаратури».
З 1989 року Роман Корж працював науковим співробітником науково-дослідної лабораторії №61 Львівського політехнічного інституту.
В 1991 році був призначений старшим викладачем Кафедри конструювання і технології виробництва радіоапаратури. Після захисту кандидатської дисертації став доцентом цієї кафедри. Певний час працював директором Стрийської філії Інституту підприємництва та перспективних технологій.
Упродовж 2005-2011 рр. за контрактом очолював Навчально-методичне управління університету. У 2011-2015 рр. обіймав посаду керуючого справами Національного університету «Львівська політехніка».
З 2015 року і дотепер Роман Корж є проректором з науково-педагогічної роботи та соціального розвитку університету. Також обіймає посаду доцента Кафедри електронних засобів інформаційно-комп'ютерних технологій. А з З 2019 р. працює професором кафедри соціальних комунікацій та інформаційної діяльності в Національному університеті «Львівська політехніка».

## Наукова робота
У 1990 році успішно захистив дисертаційну роботу на здобуття наукового ступеня кандидата технічних наук з спеціальності 05.12.13., за темою «Обеспечение технологической воспроизводимости характеристик низкочастотных ГИС РЭС в условиях автоматизированного производства».
У 2019 році успішно захистив дисертаційну роботу на здобуття наукового ступеня доктора технічних наук з спеціальності 05.13.06 — інформаційні технології, за темою «Формування та ідентифікація інформаційного образу закладу вищої освіти у соціальних середовищах Інтернету».
Наукові інтереси Р.О. Коржа зорієнтовані на сферу системної організації процесів інформаційної взаємодії в глобальному інформаційному просторі. Авторські дослідження зосереджені в межах науково-технічної проблеми формування комплексного інформаційного образу сучасного університету в соціальних середовищах Інтернету.

## Професійна діяльність
- З 1989 по 1991 рр. — науковий співробітник НІЛ-61, Львівського політехнічного інституту.
- З 1991 по 1993 рр. — старший викладач Кафедри конструювання і технології виробництва радіоапаратури.
- З 1993 по 2019 рр. — доцент Кафедри електронних засобів інформаційно-комп’ютерних технологій.
- З 2005 по 2011 рр. — начальник НМУ згідно контракту.
- З 2011 по 2015 рр. — керуючий справами Національного університету «Львівська політехніка».
- З 2015 р. — проректор з науково-педагогічної роботи та соціального розвитку Національного університету «Львівська політехніка».
- З 2019 р. — професор Кафедри соціальних комунікацій та інформаційної діяльності [Архівовано 21 січня 2022 у Wayback Machine.] в Національному університеті «Львівська політехніка».

## Наукові ступені та вчені звання
- 1991 р. — Диплом кандидата технічних наук.
- 1996 р. — Атестат доцента.
- 2019 р. — Диплом доктора технічних наук.

## Основні публікації
Більше 80 наукових праць, в тому числі:
- 29 методичних вказівок;
- 50 наукових статей та матеріалів різних конференцій;
- 1 патент «Пристрій для контролю друкованої поверхні».

## Нагороди та відзнаки
Корж Р.О. нагороджений нагрудним знаком «Відмінник освіти України», а також низкою інших відзнак, зокрема Почесною грамотою Львівської облдержадміністрації, Подякою міського голови Львова тощо.
- 2004 р.  Нагрудним знаком «Відмінник освіти України».
- 2007 р.  Нагрудним знаком «Відмінник освіти України».

## Контакти
Національний університет «Львівська політехніка»:
Головний корпус, 236 к
Кафедра соціальних комунікацій та інформаційної діяльності:
вул. Митрополита Андрея Шептицького, 3; 4-й корпус, кімната 523